# Paphiopedilum sugiyamanum
Paphiopedilum sugiyamanum é uma espécie de orquídea terrestre, família Orchidaceae, que habita Sabah, em Borneu.